# GLUT3
GLUT3 és un transportador de glucosa, membre número 3 de la família 2 de transportadors de soluts (SLC2A3), que promouen el pas de glucosa mitjançant transport facilitat.
La isoforma 3 (GLUT3) es caracteritza per una elevada afinitat en el transport de glucosa (Km 1-2mM) i per expressar-se principalment al cervell i nervis, teixits amb elevats requeriments de glucosa. D'aquí que es parli de GLUT3 com transportador tipus del cervell. També s'ha vist que s'expressa en placenta, testicle i múscul esquelètic. Aquesta elevada afinitat del transportador per la glucosa permet la captació de glucosa per part d'aquests òrgans fins i tot quan els nivells de glucosa circulants són molt baixos.